# Igor Vraniak
Igor Vraniak (Poprad, 12 marzo 1959) è un ex cestista cecoslovacco, dal 1993 slovacco.
È il figlio di Rudolf Vraniak.

## Carriera
Con la Cecoslovacchia ha disputato una edizione dei Campionati europei (1985).